# Emoia caeruleocauda
Emoia caeruleocauda är en ödleart som beskrevs av De Vis 1892. Emoia caeruleocauda ingår i släktet Emoia och familjen skinkar. Inga underarter finns listade i Catalogue of Life.
Artepitetet i det vetenskapliga namnet är bildat av de latinska orden caeruleo (blå) och cauda (svans).
Exemplaren finns i två färgvarianter. Den första med blågrön svans och den andra helt mörkbrun eller med tre gula strimmor på ryggen. Den senare varianten förväxlas ofta med Emoia cyanura.
Arten förekommer från Sulawesi och södra Filippinerna över Nya Guinea till Oceanien. Den lever i låglandet och i bergstrakter upp till 1500 meter över havet. Habitatet varierar mellan skogar, buskskogar, stränder och odlingsmark. Födosöket sker vanligen vid buskar och trädstubbar. I skogar hittas Emoia caeruleocauda ofta på gläntor. Honor lägger ägg.
För beståndet är inga hot kända. Hela populationen anses vara stabil. IUCN listar arten som livskraftig (LC).